# Anexação de Santo Domingo
A anexação de Santo Domingo foi uma tentativa de tratado durante a última Era da Reconstrução, iniciada pelo presidente dos Estados Unidos Ulysses S. Grant em 1869, para anexar "Santo Domingo" (como a República Dominicana era comumente conhecida) como um território dos Estados Unidos, com a promessa de uma eventual condição de Estado. O presidente Grant temia que alguma potência europeia tomasse a ilha em violação da Doutrina Monroe. Ele acreditava que a anexação seria uma safety valve para os afro-americanos que estavam sofrendo perseguição nos Estados Unidos, porém não incluiu isso em suas mensagens oficiais. Grant especulava que a aquisição de Santo Domingo ajudaria a acabar com a escravidão em Cuba e em outros lugares. Militarmente, desejava um porto naval dos Estados Unidos na República Dominicana, que também serviria como proteção para um canal projetado através da Nicarágua.
Em 1869, Grant nomeou seu secretário particular Orville E. Babcock e Rufus Ingalls para negociar o tratado de anexação com o presidente dominicano Buenaventura Báez. O processo de anexação atraiu controvérsia: os oponentes, o senador Charles Sumner e o senador Carl Schurz, condenaram o tratado com veemência, alegando que havia sido produzido apenas para enriquecer os interesses privados dos estadunidenses e dos insulares e para proteger politicamente Báez. Grant havia autorizado a Marinha dos Estados Unidos a proteger a República Dominicana da invasão pelo vizinho Haiti enquanto o processo de anexação do tratado ocorreria no Senado dos Estados Unidos. O movimento de anexação aparentemente teria sido amplamente apoiado pelos habitantes da República Dominicana, conforme um plebiscito ordenado por Báez, que acreditava que a República Dominicana teria melhores chances de sobrevivência como um protetorado dos Estados Unidos e poderia vender uma variedade muito mais ampla de produtos para os estadunidenses que seriam vendidos em mercados europeus. A história instável do país era de invasão, colonização e contenda civil.
Um tratado foi redigido pelo secretário de Estado Hamilton Fish, que incluía a anexação daquele país e a compra de Baía de Samaná por dois milhões de dólares americanos. Também foi incluída e apoiada por Grant a disposição que a República Dominicana poderia requerer o estatuto de Estado. Quando debatido no Senado, Sumner se opôs firmemente ao tratado, acreditando que o processo de anexação era corrupto e que a República Dominicana era politicamente instável, tendo uma história de revolução. Sumner acreditava que Báez era um déspota corrupto e que o uso da Marinha dos Estados Unidos por Grant durante a negociação do tratado para proteger Santo Domingo era ilegal. Sumner afirmou que os anexionistas visavam toda a ilha e também absorveriam a nação negra independente do Haiti. Schurz opôs-se à aquisição porque não era favorável que os povos mestiços se tornassem cidadãos dos Estados Unidos. O tratado finalmente não conseguiu alcançar os dois terços de votos necessários (a votação foi apertada). Para vindicar o fracassado tratado de anexação, Grant enviou uma comissão, autorizada pelo Congresso e incluindo o afro-americano Frederick Douglass, que investigou e produziu um relatório favorável à anexação da República Dominicana aos Estados Unidos.
O tratado de anexação falhou porque havia pouco apoio para ele fora do círculo de Grant. A derrota do tratado no Senado contribuiu diretamente para a divisão do Partido Republicano em duas facções opostas durante a eleição presidencial de 1872: os Republicanos Radicais (compostos por Grant e seus partidários) e os Republicanos Liberais (compostos por Schurz, Sumner, Horace Greeley como candidato presidencial, e outros opositores de Grant).